# Tailstrike

Tailstrike bij te veel afvangen bij de landing

Een tailstrike is een gebeurtenis waarbij de staart van een vliegtuig (de tail ) de grond raakt (strikes ) bij het opstijgen of bij de landing.
Een tailstrike kan bij het opstijgen gebeuren als de piloot bijvoorbeeld te snel optrekt (roteert) waarbij het achterste deel van de romp de startbaan raakt. Het kan ook optreden bij de landing als de piloot te veel "afvangt" (met een te hoge invalshoek de landing afrondt). 
Een tailstrike is alleen mogelijk bij vliegtuigen met een landingsgestel met neuswiel: bij toestellen met een staartwiel is het uiteraard de bedoeling dat de staart de grond raakt. Sommige vliegtuigen met een deltavleugel stijgen op met een grote invalshoek (angle of attack) en zijn in dat geval vaak uitgerust met kleine staartwieltjes; voorbeelden hiervan zijn de Concorde en de Saab J35 Draken. Een toestel als de Diamond DA20 heeft een permanente versteviging op de plaats waar tailstrikes kunnen voorkomen. Deze worden vaak ook tijdelijk aangebracht tijdens testvluchten waarbij bewust tailstrikes worden uitgevoerd bij de certificering van nieuwe vliegtuigen.

## Schade en ongelukken
Een tailstrike kan structurele schade veroorzaken, het toestel moet daarom onmiddellijk worden geïnspecteerd. Veronachtzaming kan jaren later nog tot ongelukken leiden. Een voorbeeld is Japan Airlines-vlucht 123, waarbij een voor 10.000 vluchten gespecificeerde reparatie na een tailstrike het begaf na meer dan twaalfduizend vluchten, wat leidde tot het uitvallen van de hydraulische besturing. Een ander geval was China Airlines-vlucht 611, die neerstortte door decompressie toen een zwak gerepareerd tussenschot het begaf.